# 아디티 라오 히다리
아디티 라오 하이다리(힌디어: अदिति राव हैदरी, 영어: Aditi Rao Hydari, 1986년 10월 28일 ~ )는 인도의 배우이다.

## 출연 작품
- 파드마바트 (2018)
- 부미 (2017)
- 피투르 (2016)
- 와지르 (2016)
- 쿠브수랏 (2014)
- 보스 (2013)
- 머더 3 (2013)
- 런던 파리 뉴욕 (2012)